# 台湾国際放送
台湾国際放送（たいわんこくさいほうそう、中国語（国語）:中央廣播電臺・臺灣之音、英: Radio Taiwan International. 略称：RTI）とは、中華民国（台湾）の国際放送である。国営放送局である財団法人中央広播電台（中央放送局・中国語(国語):財團法人中央廣播電臺）が、台北を拠点として、中国大陸（中華人民共和国）を含む海外に向けて、14言語で短波ラジオ放送を行っている。

## 概要

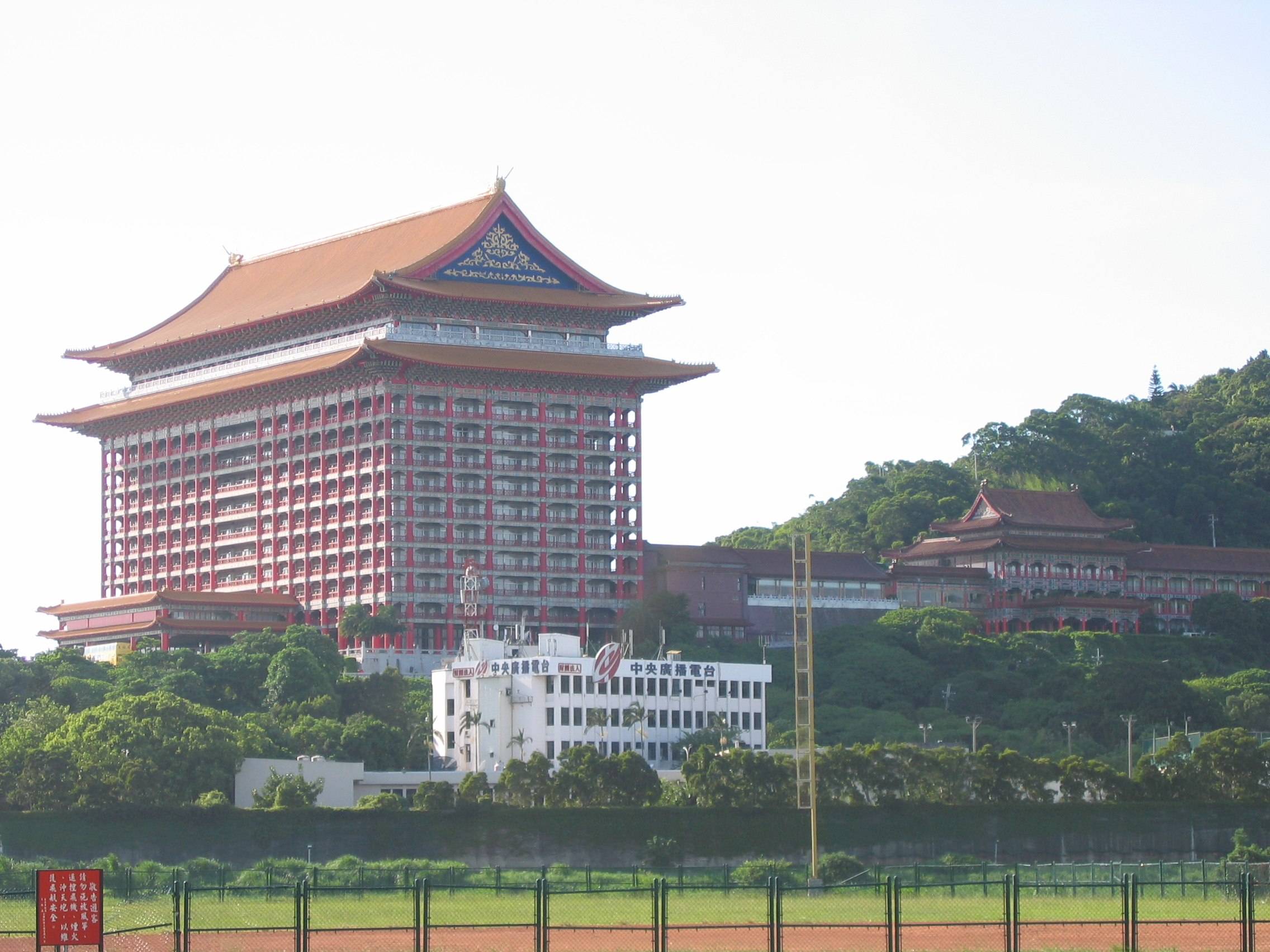
RTI本部（白の建物）奥は円山大飯店

起源は、1928年、中華民国国民政府が中国大陸の南京で放送を開始した「中央広播電台」。国共内戦に敗れた中華民国政府が台湾省台北市に移転した1949年以後は、党営会社「中国広播公司」が事業主となり、48年間にわたって、「自由中國之聲」という名称で放送された。この間、中国大陸向け放送部門が独立して国防部の所管に移されたが、民主化が進んだ1998年に再統合されて「財団法人中央広播電台」が発足し、「中央広播電台・台北国際之声」として再スタートした。中国向け放送は「中央広播電台・台湾之音」と呼ばれている。2003年には現在の「Radio Taiwan International:RTI」に改称した。
放送局は台北市の円山大飯店の隣に位置し、28のスタジオを備えるほか、放送文物館を併設している。台湾の3つの送信所（以前は9つ）に送られ、総出力量は1万50kWに達し、アジア1位、世界的にも上位10位以内に入るとされる。使用言語は、中国語（中華民国国語）、台湾語、客家語、広東語、英語、フランス語、ドイツ語、スペイン語、ロシア語、日本語、インドネシア語、タイ語、ベトナム語、朝鮮語で、2021年以降、ビルマ語、フィリピン語、アラビア語のFacebookのファンページが追加された。一週間あたりの放送時間数は2200時間を上回るという。短波放送が主であるが、一部は国内・近隣地域向けに中波でも放送される。中華電信との合作MODによるインドネシア語、タイ語、ベトナム語に東南アジア言語教学番組実施、またFM局との合作番組も作成。台湾国際放送は12言語でホームページを開設し、デジタルラジオ放送（DRM）の試験放送を不定期で実施している。
ボイス・オブ・アメリカ（VOA）、ドイチェ・ベレ、ラジオ・フランス・インターナショナル（RFI）、ファミリーラジオ、ラジオ・スプートニク、ラジオ・オーストラリア、ラジオ・カナダ・インターナショナル、ラジオ・フリー・アジア（RFA）などと協力関係を結んでいる。

## 歴史
- 1928年8月1日 - 国民政府の中央広播電台、南京で放送開始（呼出符号：XKM、後にXGZに変更）。
- 1932年夏 - 国民政府、放送局を管理、運用する機関として中央広播無線電台管理処を設置。
- 1932年11月13日 - 中央広播電台、出力75kWで中波による大出力放送を正式に開始（日本語放送も開始し、「南京の鶯」による怪放送と騒がれる）。呼出符号をXGOAに変更。
- 1936年1月23日 - 中央広播電台、短波による海外放送開始（呼出符号：XGOX）。広東語・アモイ語・英語・マレー語による東南アジアの華僑向け放送（英称は“The Central Broadcasting Station”）。
- 1936年1月 - 中央広播無線電台監督処、中央広播事業管理処に改称。
- 1937年7月17日 - 中央広播電台、蔣介石の対日抗戦声明を全世界に放送。当時の南京の短波放送の出力は20kwであった[7]。
- 1937年11月23日 - 中央広播電台、南京からの放送を停止し、政府とともに西方に撤退（漢口を経て、重慶に移転）。
- 1938年3月10日 - 中央広播電台、重慶から放送再開。
- 1939年2月6日 - 中央短波広播電台、重慶から海外放送開始（呼出符号：XGOX、XGOY）。使用言語は英語・ドイツ語・フランス語・スペイン語・ロシア語・日本語など（最大時には、中国語の方言を含むと20言語に拡大）。
- 1940年1月 - 中央短波広播電台の名称、中国国際広播電台（英称は“The Chinese International Broadcasting Station”、通称は“The Voice of China”）と決定。
- 1946年5月5日 - 中央広播電台、政府の南京還都と共に南京に移転。
- 1946年12月 - 中央広播事業管理処を改組して中国広播公司を設立する案、国民政府行政院の批准を経て成立。
- 1949年 - 中央広播電台、4月23日の南京陥落に伴い、政府とともに広州を経て、台湾地区に移転。
- 1949年6月 - 中国広播公司、台湾に出力20kWの短波送信機を完成。
- 1949年10月10日 - 中国広播公司、「自由中國之聲」（英称は“The Voice of Free China”、略称はVOFC、日本語による呼称は「自由中国の声」）の呼称で国際放送を開始。当初の使用言語は中国語・日本語・英語。
- 1949年11月 - 中国広播公司（英称は“The Broadcasting Corporation of China”、略称はBCC）、最初の株主総会を開催し、株式会社として正式に発足。中央広播事業管理処から中央広播電台の業務を引き継ぐ。
- 1950年7月 - 「自由中国之声」、フランス語・朝鮮語・アラビア語・ロシア語放送開始。
- 1950年11月 - 政府が中波送信機の一部を調達し、「中央広播電台」の呼称で中国大陸向け放送開始（12月18日、正式に放送開始）。
- 1951年8月6日 - 中国広播公司、大陸向け放送を強化するため、「大陸広播組」を設立。
- 1953年7月 - 「自由中国之声」、ベトナム語放送開始。
- 1954年5月20日 - 中国広播公司、「大陸広播組」を「大陸広播部」に拡充、チベット語・モンゴル語・ウイグル語・ロシア語による放送を開始。
- 1957年3月 - 「自由中国之声」、東南アジア向け放送を強化。インドネシア語放送を開始。
- 1972年 - 中国広播公司、「大陸広播部」の正式名称を「中央広播電台」に変更。
- 1976年12月 - 中央広播電台、大陸向け放送専用として中国広播公司から独立し、中国国民党中央大陸工作委員会の所属に変更。
- 1976年 - 「自由中国之声」、中南米向けスペイン語放送を正式に開始。
- 1979年1月 - 中国広播公司、「亞洲之聲」(英称は“The Voice of Asia”、日本語による呼称は「アジアの声」）の呼称で中国、東南アジア向け放送開始。使用言語は中国語、英語、タイ語、インドネシア語。※自由中国の声とは別系統
- 1980年7月 - 中央広播電台、国防部総政戦部に所属変更。
- 1996年1月 - 「財団法人中央広播電台設置条例」、立法院を通過。
- 1997年12月31日 - 中国国民党所管のラジオ局である中国広播公司が運営し、48年間続いた台北からの国際放送「自由中國之聲」（The Voice of Free China）終了。
- 1998年1月1日 - 中国広播公司海外部と国防部所属の中央広播電台が合併し、国営放送局としての「財団法人中央広播電台」発足。国際放送は「中央広播電台・台北国際之声」（英称は“The Central Broadcasting System:CBS, Radio Taipei International:RTI”）に改称（「亜洲之声」はそのまま継続）。日本語による呼称は「台北国際放送」に変更。
- 2001年12月31日 - 「亞洲之聲」の呼称の使用を終了。
- 2002年1月1日 - 中国向け、国際放送とも呼称を「中央広播電台・台北国際之声」に統一。
- 2003年1月1日 - 中国語による呼称を「中央広播電台・来自台湾的声音」に変更。
- 2003年7月1日 - 外国語放送の英称を“Radio Taiwan International”に変更（略称はRTIのまま）。日本語による呼称は「台湾国際放送」に変更。
- 2004年10月1日 - 中央広播電台の英語名称を、台湾国際放送と同じRadio Taiwan International（RTI）に統一（CBSの名称は原則使用停止）。
- 2005年1月1日 - 中国語による呼称を「中央広播電台・台湾之音」に変更。
- 2005年2月1日 - 朝鮮語、ビルマ語、アラビア語、モンゴル語、チベット語の放送を停止[8]
- 2006年1月1月 - 漢聲廣播電臺よりインドネシア、タイ、ベトナム語のRTI FM放送実施。
- 2013年7月1日 - 予算削減のため、フロリダ WYFR Okeechobeeからの北米への中継放送を終了
- 2016年12月4日- DRM送信テストをインド向け英語放送で4日間実施。
- 2018年3月15日 - 朝鮮語のインターネットでの提供が正式に開始（朝鮮語放送停止は2005年）。
- 2018年3月25日 - フランス語・スペイン語放送が終了。日本語放送一日4回の放送が再放送無しの1回（1時間）に縮小。
- 2018年3月26日 - 音声のみのニュースを映像をつけたニュースとするためニュースの時間が5分に短縮となる。
- 2018年7月30日 - 中央放送局開局90周年を祝う作品応募の受賞者発表（一等賞金US$300またはNT$9,000）[9]。
- 2018年8月26日 - ドイツ向けDRM送信テストを淡水から実施。9月9日にも実施。
- 2019年8月16日 - ドイツ向けDRM送信テストを淡水から実施。9月1日、15日にも実施。
- 2020年1月6日 - 冬場の受信状態を改善するため1日2回の放送となり、17:00（JST）から9705kHzで番組の再放送を開始し、20:00（JST）からは9740kHzとなる。
- 2020年3月13日 - RTIにCOVID感染者が出て放送出来ない場合に備え予備の番組を準備していることを「お便りありがとう」の番組内でアナウンス。[10]外国語課は3月同じ階の国際街に集まることとなりフロアが狭くなる。
- 2020年3月29日 - 経費節減のため休止していたフランス語が再開。RTI-français revient sur les OC 29 mars 2020（RTIフランス語短波放送再開）と記載した送信アンテナ写真特別QSLカード発行。
- 2020年4月6日 - 経費削減のため休止していたスペイン語が再開。スペイン語も放送復活を祝った特別QSLカードが発行された。
- 2020年7月31日 - 8月23日迄の金土日に淡水送信所からドイツ語の直接送信が行われた。受信報告には特別QSLカードが発行された（DRMは実施せず）
- 2020年10月10日 - 朝鮮語短波放送が年内復活予定であると国慶節朝鮮語同時中継の最後でアナウンスがあり新人2人が紹介された（朝鮮語）
- 2020年12月13日 - 朝鮮語放送再開
- 2020年12月23日 - 国家通訊伝播委員会(NCC)、RTI放送免許更新認可(次回2029年末)[11]。
- 2022年3月27日 - ウクライナ及び西ロシア向けに信頼できるニュースを提供するため、戦争期間中、電波と周波数を強化[12]
- 2022年7月2日 - 淡水送信所からの8月週末のみの直接送信に向けて仏語試験放送実施[13]。
- 2022年11月1日 - RtiFM OnLineでフィリピン、タイ、ベトナム語放送開始[14]。FM周波数獲得の為のインターネット番組[15]。
- 2022年12月1日 - RtiFM OnLineで日本語、インドネシア語放送開始
- 2023年8月1日 - 経費削減のため6つの言語(日本語,英語,インドネシア語,タイ語,ベトナム語,韓国語)の再放送を取りやめ1つの時間帯と1波でのみ放送[16]
- 2023年9月19日 - 開局95周年祝賀レセプション開催。蔡英文総統が祝辞[17]
- 2024年2月 - 最後のマイクロ波中継所駐在技術員の退職により全10ヶ所の中継所が、完全自動化[18]

## 放送時間および周波数（2025.7.29現在）
| 言語   | UTC         | 台湾時間    | 日本時間(JST) | 周波数(kHz) | 送信所 | 送信方向   | 備考 | 参照   |
| ------ | ----------- | ----------- | ------------- | ----------- | ------ | ---------- | ---- | ------ |
| 日本語 | 11:00-12:00 | 19:00-20:00 | 20:00-21:00   | 9740        | 褒忠   | 日本(45度) |      | [ 19 ] |

- 日本標準時 JST＝UTC+9 , 台湾時間＝UTC+8 （日本と中華民国の時差は1時間）

```
受信報告書の受信時刻はUTCで記載、RTIのWebから受信報告可能。郵送の場合IRC同封不要(国際返信切手券:台湾は万国郵便連合非加盟国の為使用不可)。アンテナ送信半値角が約52度で反対方向にも電波が弱くなるが出るため条件が良ければ東南アジアでも受信可能である。
```

- ジングル 無限的愛,向全世界傳開,永恆的關懷,來自台灣之音RTI(無限の愛を全世界に広げよう 台湾の声からの変わらぬ思いやりを RTI)
- 日本語番組で流される音楽 陽明春曉、魚兒水中游[観光中国語]、今天要出去玩了(歌:曾立馨)[GO GO Taiwan]

## 番組内容
- 2018年動画ニュース強化により音声を動画に合わせる必要があることからニュース番組は火水木において5分と時間が短くなったが、2021年8月1日からの番組改正により月～金のニュースが10分、今日のキーワードが5分となりアーカイブ放送(月金は5分、火水木は10分で以前の放送を聴き逃した人のために過去の番組からピックアップした番組再放送）が無くなる。残りの時間帯は、時事・語学（観光中国語・生活中国語）・文化・音楽・芸能などの話題を5分～30分の区切りで放送する。
- 金曜日の後半30分は「お便りありがとう」の番組で届いた手紙・メールを紹介している。
- 土曜日は「GOGO台灣」「スポーツオンライン」「タイムトリップ」を放送する。
- 日曜日は「とっても台湾」「台湾お気楽レポート」を放送する。
- 第2日曜日に放送していた玉山クイズ（台湾に関するクイズ）は、2018年2月11日を最後に休止中である。

## 送信所
- 褒忠送信所:北緯23度43分00秒 東経120度18分00秒 / 北緯23.71667度 東経120.30000度 1971年7月1日放送開始。2016年6月に送信所建屋が新しくなりDRM対応欧州製送信機300KW6台、100KW4台、HR2/2/0.3アンテナ10基、対周期アンテナ5基を使用。送出方向は45/180/225/250/285/310/335/352/2度である。元はサトウキビ製糖工場 龍巖糖廠があった場所である[20]

## 組織、役員、スタッフ
董事会は董事11～15人より構成され、内1人が董事長となる。監事は3～5人で内1人常務監事。董事、監事は政府機関、放送事業者、学者、専門家等より招聘（任期3年、継続1回）。収入は関係機関予算補助、内外の寄付、提供サービスによる収入等による。董事長以外は基本無給。董事会は特別決議2/3以上、普通決議1/2以上の出席が必要。COVID-19流行前、董事長は各国の聴友会に出席しており交流の貴重な機会となっている。
- 董事長（会長） 賴秀如(2022/2/9～)[22]

歴代董事長 林峯正（2003/7～）、高惠宇（2008/10～）、張榮恭（2011/6～2015/3/28）は65歳のため内規により退任、曠湘霞（2015/3/2～）、平路[女性小説家] (2016/9/16～)
- 総台長（総局長） 張瑞昌 2023年11月1日より総台長[25]。

歴代総台長 葛士林(2001年7月聴友会来日)、賴秀如（2003～)、邵立中(2006/11/21～)、李猶龍（2012/7/19～)、賴祥蔚(2014/8/1～2016/12/31)、邵立中(2017/1/1再任～2019/1/31)、張正 (2019/8/1～)
日本語課
以前担当していたアナウンサー
- 卓青湖[26] 日本語課長
- 蘇定東（中国語版） 日本語課長 1998年より外交部通訳を務める。
- 本田善彦 台湾国際放送の前身「自由中国の声」の記者兼アナウンサーとして中国広播公司に所属していた。台湾在住ジャーナリスト。
- 稲川英雄 TBS定年退職後、「自由中国の声」日本語放送アナウンサー。日本帰国後玉山クラブの会長を務めていた。
- 曾輿婷（2018/6～2022/3)
- 風間みなみ(2022/1～2023/3)[27]
- 岩口敬子(2022/10～2025/7)

現在のアナウンサー
- 本村大資 2022年10月入社、12月よりRtiFM OnLine担当。2023年10月より日本人初の日本語課長[28]北海道出身[29]。
- 王淑卿 1980年より担当、元日本語課長。
- 范淑文、駒田英[30]、中野理絵[31]、汪佳琳[32]、馬場克樹[33]

## リスナーズクラブ
台湾国際放送の熱心なリスナーで組織されるリスナーズクラブがある。日本のリスナーズクラブが最も古く2006年からは各国でもリスナーズクラブが結成される。
日本リスナーズクラブ （1980年～）
- 玉山クラブ（）※東京聽友會 東京を拠点とする。かつては、アナウンサーであった稲川英雄が日本帰国後会長を務めていた。
- 玉山会（） ※大阪聽友會 大阪を拠点とする。
- 九州聽友會 2007年設立。2017年7月15日路董事長出席、2017年7月九州北部豪雨により参加できなかったリスナーもあったが、熱心なリスナーが参集し福岡で開催。[34]